# Профессор Мамлок (фильм, 1961)
«Профессор Мамлок» (нем. Professor Mamlock) — художественный фильм производства ГДР, снятый в 1961 году режиссёром Конрадом Вольфом на киностудии ДЕФА. Фильм является экранизацией одноимённой пьесы Фридриха Вольфа. Лента рассказывает о трагической судьбе еврейского врача-хирурга, профессора Мамлока, который становится жертвой нацистских преследований в Германии 1930-х годов.

## Сюжет
Действие фильма разворачивается в Германии в начале 1930-х годов. Профессор Мамлок — уважаемый хирург и директор клиники, который считает себя в первую очередь немцем, а уже потом евреем. Однако с приходом к власти нацистов его жизнь резко меняется. Он сталкивается с антисемитскими законами, теряет работу и становится изгоем в обществе, которое он когда-то считал своим. Его сын, Рольф Мамлок, разделяет антифашистские взгляды и пытается убедить отца в необходимости сопротивления режиму. Несмотря на попытки сохранить достоинство и веру в человечность, профессор Мамлок оказывается бессилен перед нарастающей волной насилия и ненависти.

## В ролях
- Вольфганг Хайнц — профессор Мамлок
- Урсула Бург — Эллен Мамлок
- Хильмар Тате — Рольф Мамлок
- Дорис Абессер — Рут Мамлок
- Херварт Гроссе — доктор Фридрих Карлсен
- Петер Штурм — доктор Хирш
- Харальд Хальгардт — доктор Хелльпах
- Лисси Темпельхоф — доктор Инге Руофф
- Манфред Круг — штурмовик
- Курт Юнг-Альзен — Шнайдер
- Ульрих Тайн — Эрнст
- Агнес Краус — медсестра Хедвиг
- Франц Кучера — Вернер Зайдель
- Гюнтер Науман — Курт Вальтер
- Гюнтер Грабберт — Симон

## Производство
Фильм основан на одноимённой пьесе Фридриха Вольфа, написанной в 1933 году во время его изгнания во Франции. Пьеса была впервые экранизирована в СССР в 1938 году режиссёрами Гербертом Раппапорт и Адольфом Минкиным.
В 1961 году режиссёр Конрад Вольф, сын автора пьесы, через семь лет после смерти отца, создаёт новую экранизацию на киностудии ДЕФА по адаптированному совместно с Карлом Эгелем сценарию.

## Награды
- 1961 — II Московский международный кинофестиваль: Золотой приз
- 1961 — II МКФ в Нью-Дели: Серебряный цветок лотоса[4]